# 天主教卡貝略港教區
天主教卡貝略港教區（拉丁語：Dioecesis Portus Cabellensis）是委內瑞拉一個羅馬天主教教區，屬委內瑞拉的巴倫西亞總教區。
教區成立於1994年7月5日，包括卡拉沃沃州的一部分。2004年有教友270,000人（佔轄區總人口90.0%）、十八個堂區、十五名司鐸。現任教區主教為撒烏爾·菲格羅亞·阿爾沃諾斯。